# سواوتسیتسه (استان اشوی‌داشکسیه)
سواوتسیتسه (به لهستانی: Sławęcice) یک منطقهٔ مسکونی در لهستان است که در گمینا واشنگوو واقع شده‌است. سواوتسیتسه ۱۳۰ نفر جمعیت دارد.